# Univerzitní administrátor
Univerzitní administrátoři jsou skupina zaměstnanců univerzity či vysoké školy, kteří řídí její vnitřní správu a zajišťuje odbornou supervizi v mnoha specifických oblastech. Činnost univerzitního administrátora je zpravidla vykonávána jinými zaměstnanci než akademickými pracovníky, ale na určitých postech k personálnímu propojení s akademickou obcí dochází. Míra, ve které dochází k zajišťování vnitřní správy profesionálními administrátory a v jaké se na ní podílí akademičtí pracovníci, je na každé vysoké škole či univerzitě (jak v České republice, tak v zahraničí) různá. Řízení a vnitřní správa některých škol je zajišťována převážně profesními administrátory (například u soukromých vysokých škol v ČR či na mnoha školách v anglicky hovořících zemích). U veřejných a státních vysokých škol v ČR naopak stojí zpravidla v nejvyšších orgánech volení či jmenovaní členové akademické obce.

## Základní oblasti působnosti
Univerzitní administrátoři a útvary zajišťují vnitřní správu vysokých škol (u veřejných vysokých škol také samosprávu), která spočívá v mnoha oblastech, zejména:
- přijímání studentů;
- vedení studijní agendy;
- podpora studentů (kariérní poradenství, podpora handicapovaných studentů, podpora studentů se specifickými vzdělávacími potřebami);
- provádění vnitřního a zajištění vnějšího hodnocení kvality
- administrace výzkumných projektů;
- zajištění a organizační podpora habilitačního řízení a řízení ke jmenování profesorem;
- podpora a supervize v oblasti řízení lidských zdrojů;
- řízení hospodaření, vedení účetnictví;
- získávání finančních prostředků ze soukromých zdrojů;
- správa a údržba prostor, výstavba a rekonstrukce budov;
- provozování a rozvoj informačních technologií;
- propagace a řízení vztahů s veřejností;
- podpora vnějších vztahů;
- knihovnické služby.

## Výkonné funkce univerzitní administrativy
Nejvyšší výkonné funkce univerzit jsou podle jednotlivých zemích a místních zvyklostí nazývány různě. V anglicky hovořících zemích se nejvýše postavený funkcionář jmenuje vice-chancellor, principal (Spojené království a země Commonwealthu) či university president nebo chancellor (Spojené státy americké). V neanglicky mluvících zemích včetně Česka se obvykle používá termín rektor.
Funkce označující zástupce rektora se v neanglicky hovořících zemích nazývá vice-rector, pro-rector či v Česku prorektor. V anglicky hovořících zemích je pak zpravidla používán název pro-vice-chancellor nebo vice-principal (Spojené království a země Commonwealthu), eventuálně provost či vice-chancellor (Spojené státy americké).
Nejvyšší výkonná funkce na součástech univerzit jako je v Česku fakulta, případně v jiných zemích college či school, je označována jako děkan (dean), jeho zástupce pak jako proděkan (v kontextu anglicky hovořících zemí jsou využívány pojmy vice-dean, associate dean či deputy dean).

## Univerzitní administrátoři v různých zemích
Struktury univerzitní administrativy jsou v různých zemích světa odlišné a v některých zemích se dokonce liší i v jednotlivých vysokoškolských institucích.

### Česká republika
V České republice není pojem univerzitní administrátor příliš běžný a pokud se používá, tak spíše v kontextu středního managementu či v oblasti projektového řízení. Pracovníky univerzitní administrativy v České republice sdružuje profesní sdružení Asociace pracovníků univerzitní administrativy.
Pro vrcholové řídící funkce je v kontextu českých vysokých škol vyhrazen pojem akademický funkcionář. Veřejnou či státní vysokou školu řídí rektor, v čele fakult stojí děkan, hospodaření a vnitřní správu řídí kvestor.

### Austrálie
Pozice univerzitního administrátora vykonávaná na plný úvazek se jako samostatně vyčleněná pozice objevila v Austrálii v polovině 70. let 20. století. Bylo to v období, kdy vzdělávací instituce hledaly cestu, jak se vypořádat s rostoucí velikostí a počtem nabízených oborů. Společně s profesionalizací admininistrátorů vznikal současně tlak na to, aby byla v rámci akademického prostředí uznána specifičnost a oprávněnost jejich role.
V roce 2004 představovali neakademičtí zaměstnanci více než polovinu zaměstnanců australských univerzit. Přibližně 65% z nich jsou ženy. Nedávno došlo k posunu v používaném názvosloví pro označování neakademických pracovníků australských univerzit. Místo požívaného termínu general staff začal být preferován název professional staff. Důvodem je, že postupné změny v práci, kterou univerzitní administrátoři vykonávají, jako je například napomáhat studentům s využíváním nejrůznějších systémů a technologií, vedly následně k posunu vnímání role univerzitního administrátora.
Zastřešující profesní organizací pro všechny pracovníky univerzitní administrativy a managementu v Austrálie je Association for Tertiary Education Management.

### Spojené království

#### Správní struktury
Organizační struktury zajišťující správu a řízení vysokoškolských institucí se mezi jednotlivými univerzitami ve Spojeném království podstatně liší. Konkrétní funkce univerzitní administrativy nemusejí být ustanoveny na všech institucích, případně se pro specifické funkce používají dle místních či historických zvyklostí názvy jiné. Definovat všeobecně platnou organizační strukturu univerzitní administrativy by proto mohlo být zavádějící.
Například ne všechny univerzity ve Spojeném království mají funkci, která je označována jako registrar. Navíc může být tato funkce pojata různě. Na některých školách tato funkce zastává roli ředitele univerzitní administrativy. V českém kontextu tato role nejvíce odpovídá pozici kvestora. Na jiných školách je tato funkce odpovědná za studijní záležitosti včetně vedení studijních záznamů (academic registrar). V českém kontextu tato role nejvíce odpovídá pozici proděkana pro studium.
Obdobnou funkci má na univerzitách ve Spojeném království role, která se nazývá bursar. Tato role se zpravidla překládá jako kvestor, ale zpravidla se nejedná o totožnou pozici (obvykle se člověk na této pozici zabývá řízením finančních záležitostí na součásti univerzity jako je fakulta či college.
V čele univerzit ve Spojeném království stojí často společensky významná osobnost (post je označován jako chancellor – kancléř), jedná se však o ceremoniální roli. Výkonnou roli má pak osoba označovaná jako vice-chancellor.

#### Profesní sdružení
Zastřešující profesní organizací, která sdružuje pracovníky univerzitní administrativy a managementu ve Spojeném království je Association of University Administrators.

### Spojené státy americké

#### Prezident a kancléř
Ve spojených státech jsou vysoké školy nebo univerzity obvykle řízeny prezidentem nebo kancléřem (President, Chancellor), který se odpovídá  dozorčí radě (Board of Trustees) složené z osob stojících mimo univerzitu, a který je činný jako výkonný ředitel (Chief Executive Officer). Mnoho velkých vysokých škol a univerzit je v současné době řízeno širší strukturou, která zahrnuje několik vice prezidentů, mezi nimi i funkci označovanou jako provost (obvykle vykonává funkci vice prezidenta pro studijní záležitosti).

#### Děkan
Děkan obvykle spravuje a řídí dílčí specifické aspekty univerzity, případně řídí celý kampus. Odpovídá se přímo prezidentu nebo kancléři. Konkrétní oblast působnosti a odpovědnosti se však instituce od instituce liší. Někde může děkan odpovídat za konkrétní oblast vzdělávání (například pro humanitní vědy, přírodní vědy, atp.) nebo za celou dílčí součást univerzity (graduate school, college). Jinde zase odpovídá za řízení některých neakademických činností, jako jsou například záležitosti menšin. V některých případech zajišťuje provost supervizi nad všemi akademickými pracovníky univerzity a v tomto ohledu stojí nad každým děkanem. V jiných institucích může je děkan ve stejném postavení jako provost, vice-chancellor či vice president pro studijní záležitosti. Z hlediska hierarchie univerzitní administrativy jsou děkanovi podřízeni vedoucí jednotlivých kateder a další oddělení zajišťující správu počínaje údržbou zeleně, poskytováním knihovnických služeb a studijní agendou konče. Tito vedoucí pracovníci pak řídí akademické pracovníky a další zaměstnance na svých odděleních.